# Tilgmann (företag)
Oy Tilgmann Ab var ett finländskt tryckeriföretag som grundades 1869 i Helsingfors av den från Sverige inflyttade tysken Ferdinand Tilgmann. 
Företaget köpte 1918 bland annat sten- och boktrycksofficinerna Öflund & Petterson (grundat av Oskar Öflund, som var verkställande direktör för Tilgmann 1922–1935) och Lilius & Hertzberg (grundat 1898). Tilgmann var Finlands ledande sten- och boktryckeri. Företaget hade även ett dotterbolag Ab Chromo, som tillverkade konsttryckpapper, och (1925–1972) en förlagsavdelning, Bildkonst, som gav ut bland annat illustrerade barnböcker. Stentrycket (som var den finaste metoden för flerfärgstryck), och även boktrycket, ersattes bägge på 1960-talet av den enklare och billigare offsettrycket. 
Den snabba tekniska utvecklingen vållade problem även för anrika Tilgmann. Rörelsen flyttades i början av 1970-talet från Annegatan i Helsingfors till Finnå i Esbo, där ett stort tryckerikomplex invigdes 1972. Vid det laget hade Tilgmann redan fokuserat sig på tillverkning av flerfärgsetiketter av olika slag. Aktiemajoriteten i Tilgmann förvärvades 1916 av Amos Anderson och överfördes efter hans död 1961 till Konstsamfundet. År 1977 övergick Tilgmann till Kymmenekoncernen, vars efterföljare UPM-Kymmene Oy 1999 sålde tryckeriet till Edita, där den återstående verksamheten nu bedrivs under namnet Nordic Label Oy. 